# Цзинь Мао

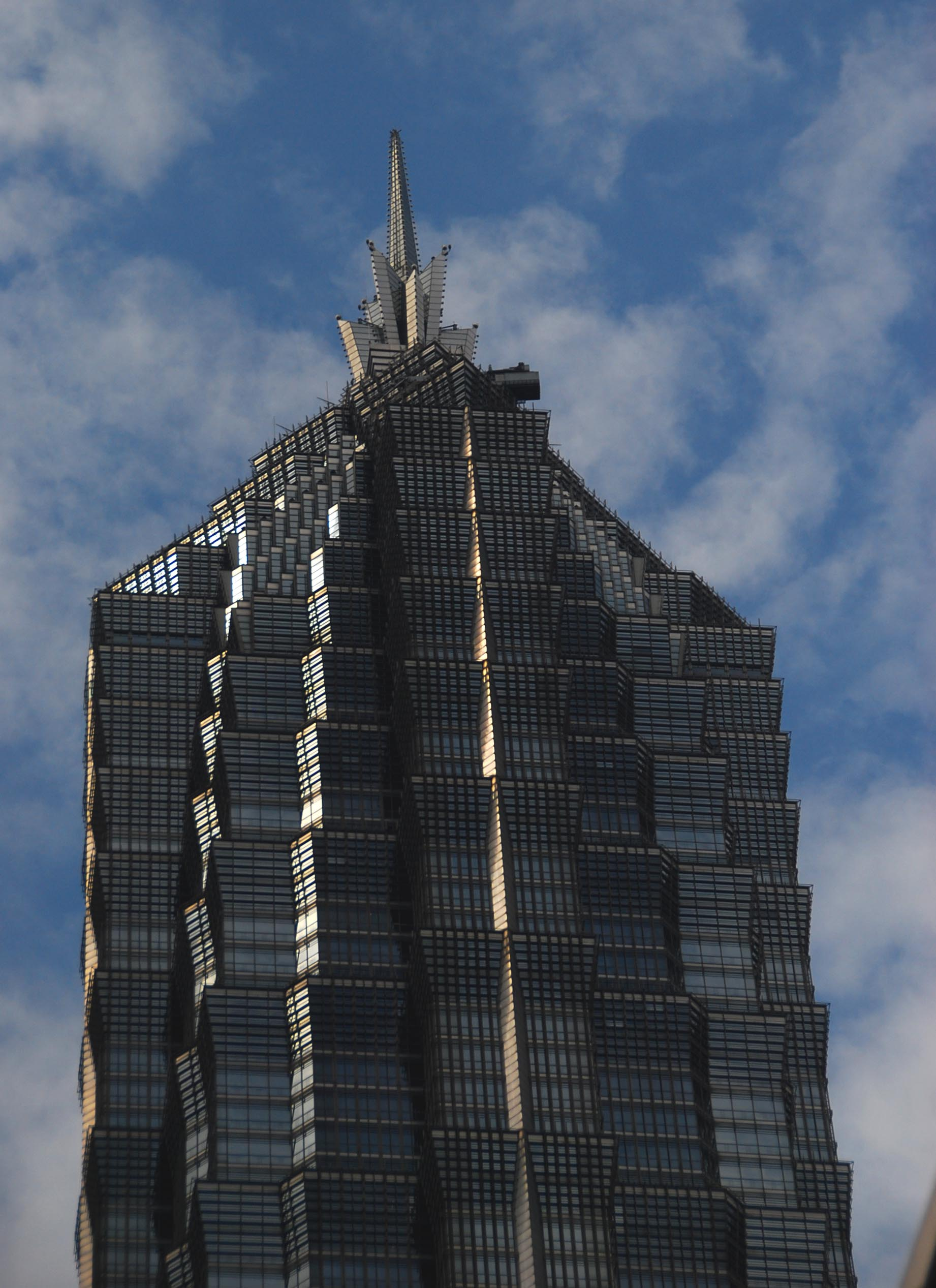
Верхушка и шпиль "Цзинь Мао"

Башня Цзинь Ма́о (кит. упр. 金茂大厦, пиньинь Jīn Mào Dàshà, буквально «Башня „Золотое процветание“», также упоминается в некорректной транслитерации с английского как «Джин Мао») — один из самых высоких небоскрёбов в Азии, является визитной карточкой Шанхая. Находится в Шанхайском районе Пудун, рядом со станцией метро Луцзяцзуй. Верхние этажи занимает пятизвёздочный отель Grand Hyatt. Создателем здания является гонконгская компания Franshion Properties. Находиться рядом с самым высоким зданием в Китае "Шанхайской башней". Является 14-м по высоте зданием в Азии и 14-м по высоте в мире (на 2016 год).

## Архитектура
Как и у небоскребов Петронас в Малайзии, основным в пропорциях этого здания является число 8, которое в китайской культуре ассоциируется с благополучием. 88 этажей (93, если считать этажи бельведера) разделены на 16 сегментов, каждый из которых на 1/8 короче шестнадцатиэтажного основания. Небоскреб построен на восьмиугольном бетонном центральном каркасе, окруженном восемью огромными композитными колоннами и восемью внешними стальными колоннами.
Три комплекта стальных балок высотой в 2 этажа соединяют колонны с каркасом на шести этажах, обеспечивая дополнительную безопасность. Основание здания покоится на 1062 прочных стальных столбах, которые уходят в землю на глубину 83,5 м, что компенсирует плохие качества верхнего слоя почвы. Во время возведения здания они были самыми длинными стальными столбами, использовавшимися в наземном строительстве. Столбы покрыты слоем бетона толщиной 4 м, уходящим под землю на 19,6 м. Стена в грунте, окружающая фундамент, имеет толщину 1 м, высоту 36 м, протяженность 558 м и состоит из 20 500 м3 армированного бетона.
В конструкции здания реализована высокотехнологичная структурная система, которая дает ему возможность выдерживать силу ураганного ветра скоростью до 200 км/ч (максимальная амплитуда раскачивания вершины здания — 75 см) и землетрясения мощностью 7 баллов. У стальных колонн есть подвижные соединения, которые поглощают силу толчков и смягчают воздействие ветра и землетрясений, а плавательный бассейн на 57 этаже действует как амортизатор.
Наружная стена сделана из стекла, нержавеющей стали, алюминия и гранита и покрыта решетчатой конструкцией, выполненной из труб из алюминиевого сплава.
Официальное открытие здания состоялось 28 августа 1998 года, дату также выбирали с числом 8. С 1999 года здание функционирует полностью.

## Функциональность
- 3 этажа здания — подземные. Там расположена автостоянка, рассчитанная на 600 автомобилей.
- 3—50 этаж — офисы различных компаний.
- 50—51 этаж — технические. На них расположены службы, обеспечивающие функционирование здания
- 53—85 этаж — пятизвёздочный отель на 555 номеров с несколькими ресторанами
- 86 этаж — деловой клуб
- 87 этаж — ресторан
- 88 этаж — экскурсионная площадка, одновременно вмещающая около 1000 человек.

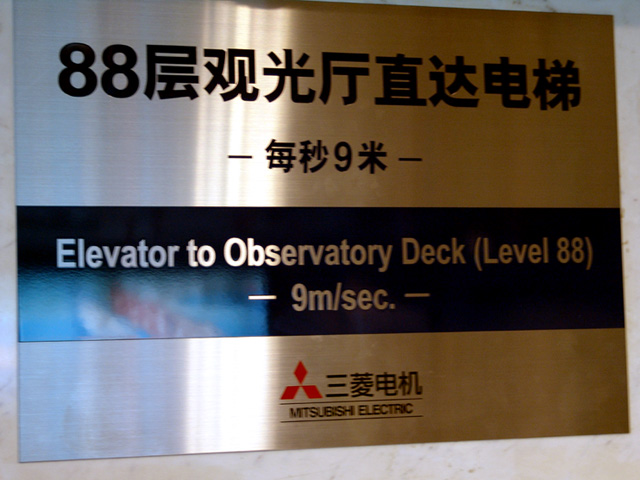
Скоростной лифт в JinMao.
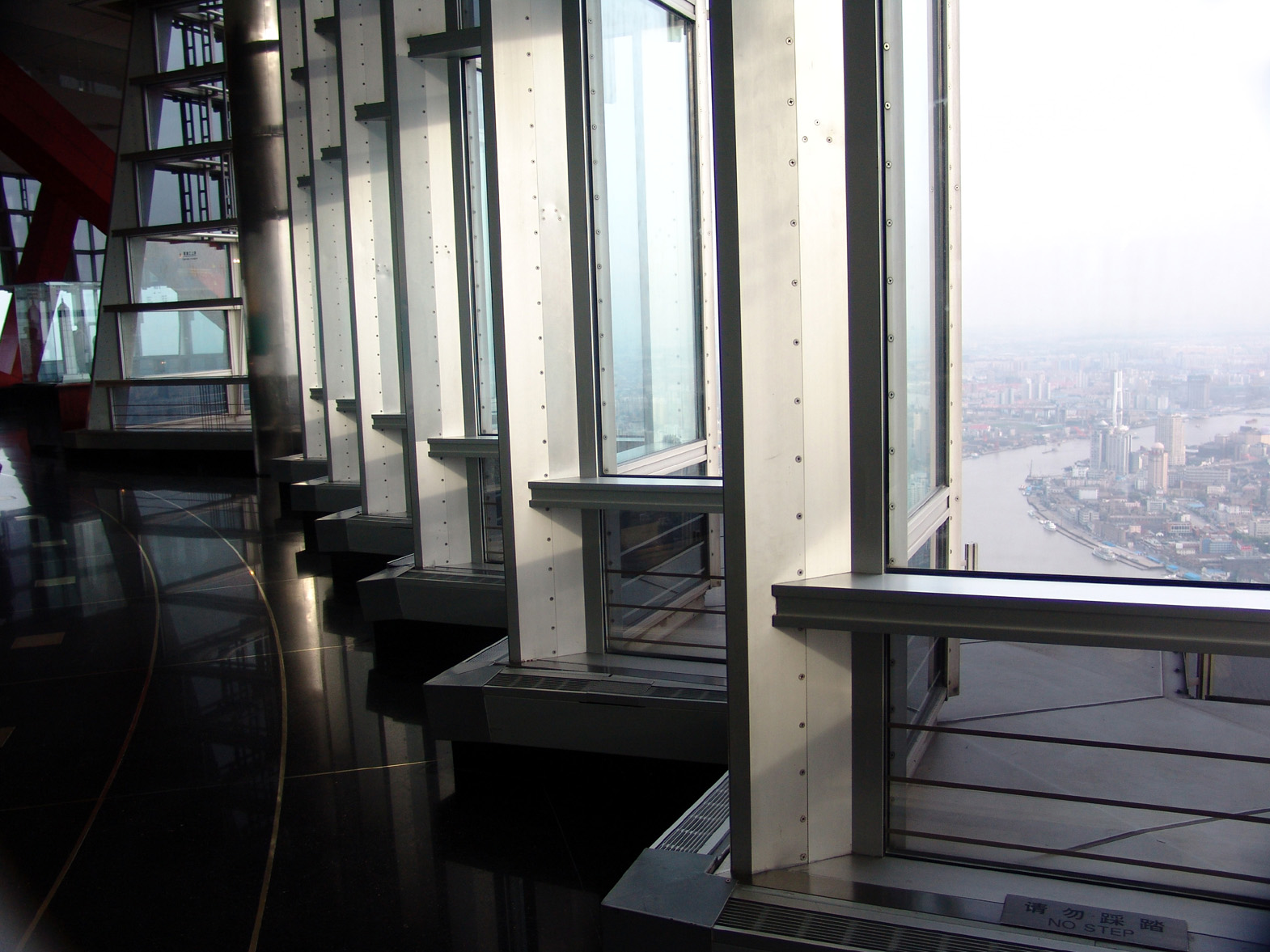
Интерьер обзорной площадки JinMao.
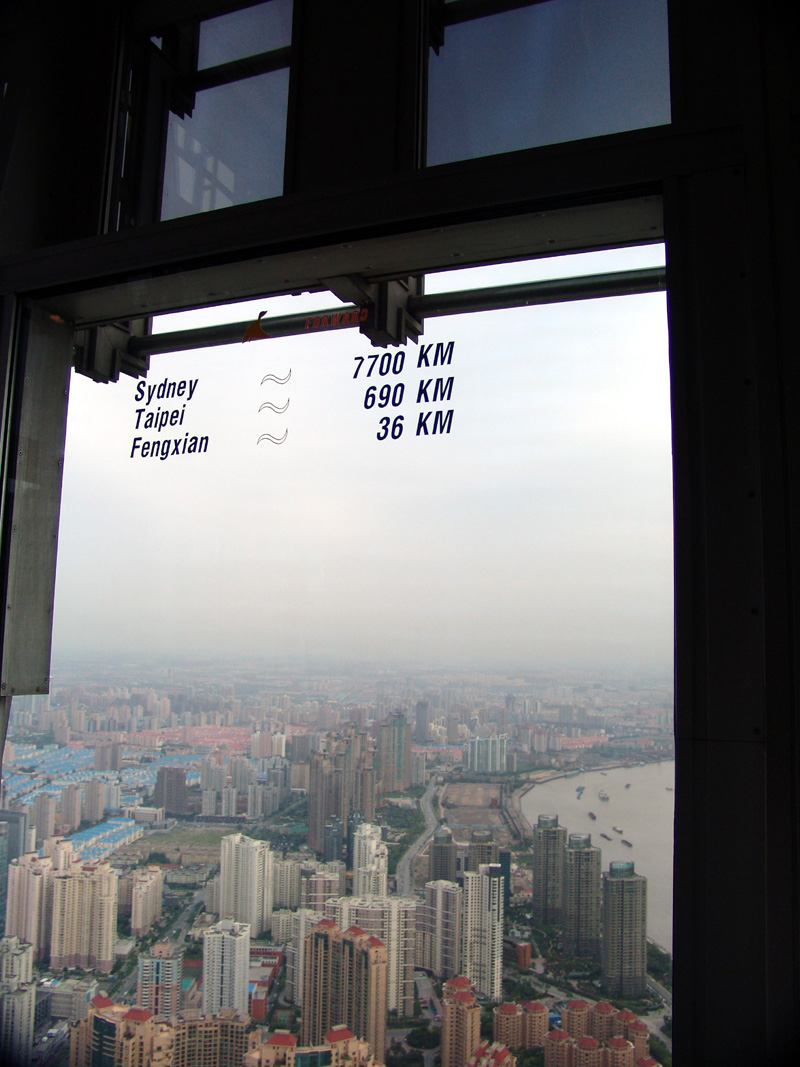
Расстояния до городов, JinMao.
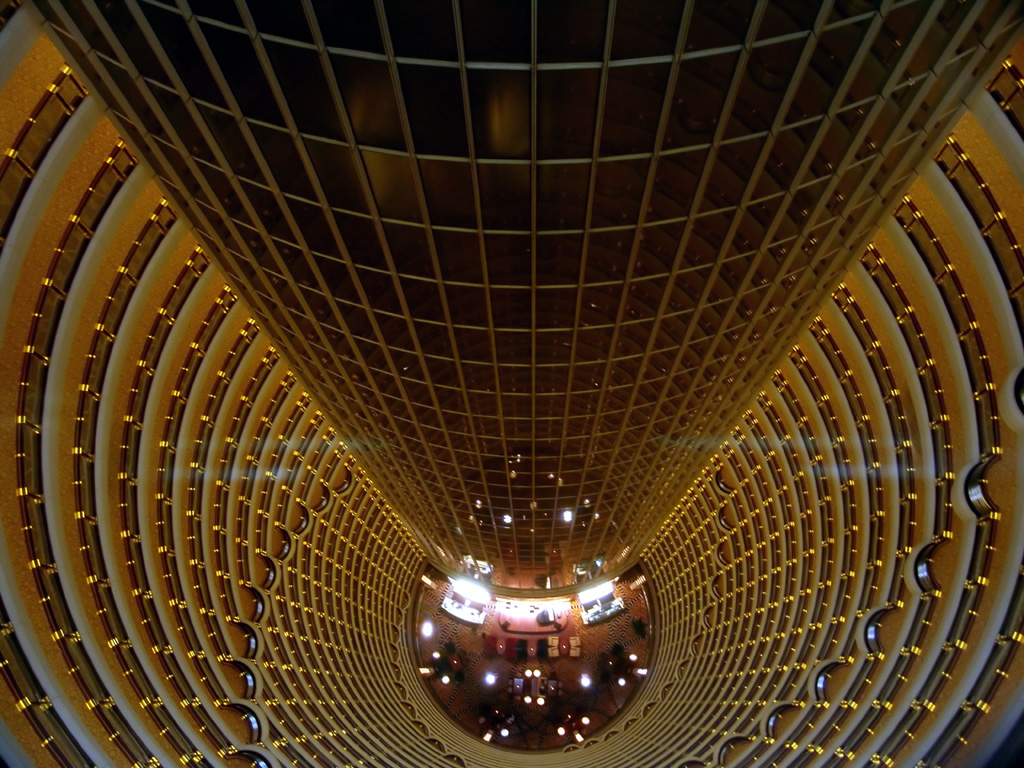
Отель Grand Hyatt, JinMao.